# Éditions Fixot
Pour les articles homonymes, voir Fixot.
Les Éditions Fixot sont une maison d'édition française fondée en 1987 par Bernard Fixot.

## Historique
En 1987, à la suite d'un différend avec Jean-Claude Lattès, directeur général de l'édition d'Hachette, Bernard Fixot prend la décision de quitter le groupe pour créer sa propre maison, les Éditions Fixot.
Avec les Éditions Fixot, Bernard Fixot crée une maison d'édition traditionnelle axée sur les documents ; il s’entoure d’Antoine Audouard, directeur général et associé, et d’Anne Gallimard, directeur littéraire. Edith Leblond est directeur financier, Susanna Lea est responsable des droits étrangers.
Le premier grand succès est Jamais sans ma fille de Betty Mahmoody, acheté le dernier jour de la foire du livre de Francfort et refusé par tous les éditeurs mondiaux. Ce livre fait carrière ensuite dans de nombreux pays (Allemagne, Suède, etc.) et est adapté au cinéma par Brian Gilbert, avec Sally Field dans le rôle de Betty Mahmoody. Le livre s'est vendu en France à plus de 3,5 millions d’exemplaires.

## Publications
Les Éditions Fixot publient des documents mettant en avant les vies extraordinaires de gens ordinaires, tels que :
- Le saut de l'ange de Maud Marin (première autobiographie d'une transsexuelle) ;
- Seule tout en haut à droite de Yann Piat (autobiographie de la première députée du Front national) ;
- J’avais 12 ans de Nathalie Schweighoffer (premier grand témoignage sur l’inceste).

Cela lui donne l'idée de « produire » des documents en allant chercher des auteurs dans le monde, notamment :
- Vendues de Zana Muhsen, jeune anglaise de Birmingham vendue à l'âge de 15 ans au Yémen par son père. Bernard Fixot est parti au Yémen avec Jean-Pierre Foucault pour tenter de la libérer ;
- Mon seigneur et maître de Tehmina Durrani (dénonciation des violences domestiques subies de la part de son mari, l'homme politique pakistanais Mustafa Khar) ;
- Je suis né avec du sable dans les yeux de Mano Dayak (autobiographie du chef touareg).
- Un seul crime, l'amour[1], de Mary Letourneau et Vily Fualaau (l'histoire d'amour réprimée d'un adolescent de 15 ans et de son institutrice de 36 ans)

Bernard Fixot publie aussi de nombreuses biographies et autobiographies, notamment :
- l'autobiographie de Jean-Jacques Servan-Schreiber (1991), Passions •  (ISBN 978-2-87645-101-8) ;
- l'autobiographie de Luciano Benetton (1994), Les couleurs du succès •  (ISBN 978-2-87645-146-9) ;
- l'autobiographie d'Eddie Vartan Il a neigé sur le mont Vitocha[2] (1994) •  (ISBN 978-2-87645-071-4) ;
- la biographie du roi d'Espagne Juan Carlos Ier, Le Roi (1994), écrite par José Luis de Vilallonga •  (ISBN 978-2-87645-168-1) ;
- la biographie de Sœur Emmanuelle, L'amour plus fort que la mort (1994), écrite par Pierre Lunel •  (ISBN 978-2-87645-207-7) ;
- l'autobiographie de Mia Farrow, écrite à la suite de sa rupture avec Woody Allen, Vers où je dois aller[3] (1999) •  (ISBN 978-2-87645-255-8) ;
- l'autobiographie de Haing S. Ngor, Une odyssée cambodgienne (1988) • (ISBN 2-266-02586-4) ;

Il publie des livres de Roger Vadim (Le Fou amoureux, Le Goût du bonheur) et de Frédéric Mitterrand (Les N° 1 du cinéma).
Parallèlement à ces livres de très grande diffusion, Bernard Fixot crée une collection de jeunes écrivains, la collection « Bleu Nuit », avec les premiers romans de deux Américains, Jonathan Franzen La 27e ville, Michael Chabon Les Mystères de Pittsburgh, et des Françaises Yolaine Destremau À l'ombre des jacarandas, Pascale Gautier Moribondes ou Marie-Ange Guillaume Ils s’en allaient faire des enfants ailleurs. Il publiera aussi le théâtre de Patrick Besson.
Voulant renouveler la belle aventure de la collection « Grands Écrivains » – faire lire des livres à ceux qui n'en lisent pas -, il crée en 1992 la collection « Bibliothèque », dont les trois premiers volumes sont Charles Baudelaire, Émile Zola et Stendhal, préfacés respectivement par Marcel Jullian, Jacques Duquesne et Michel Déon.
Il s’agit de proposer à des non lecteurs les grandes œuvres françaises, dans l’esprit de la Bibliothèque Verte et du Reader's Digest, mais différemment. Par exemple, Le Rouge et le Noir de Stendhal comprend quarante-cinq chapitres, mais seuls dix-neuf sont publiés. Les vingt-six autres chapitres sont résumés. La collection « Bibliothèque » fut un échec commercial.
Cinq ans plus tard pourtant, les éditions Marabout reprennent l'idée avec succès.

## Quelques auteurs publiés
- Miriam Ali
- Catherine Allégret
- Léonard Anthony
- Georges Arvignes
- Marie-Jo Audouard
- Yvan Audouard
- Hubert Auriol
- Maddly Bamy
- Didier Barbelivien
- Charles Baudelaire
- Émile Zola

## Crédit d'auteurs
- Cet article est partiellement ou en totalité issu de l'article intitulé « Bernard Fixot » (voir la liste des auteurs).